# 마리솔레이 보두앵
마리솔레이 보두앵(프랑스어: Marie-Soleil Beaudoin, 1982년 11월 30일 ~ )은 캐나다의 여자 축구 심판이다. 2014년부터 국제축구연맹(FIFA) 주관 대회의 심판을 맡고 있으며, 2019년부터는 캐나다 프리미어리그의 심판도 맡고 있다.

## 심판 경력

### FIFA 여자 월드컵
2019년 FIFA 여자 월드컵
- 2019년 6월 8일:  독일 -  중화인민공화국 (B조)
- 2019년 6월 17일:  대한민국 -  노르웨이 (A조)

### CONCACAF 여자 축구 선수권 대회
2018년 CONCACAF 여자 축구 선수권 대회
- 2018년 10월 10일:  파나마 -  멕시코 (A조)